# آمال عباس
الكاتبة والصحفية السودانية آمال عباس العجب هي «السودانية الواعية» هكذا سمّاها الأديب المصري الراحل نجيب محفوظ الذي نال جائزة نوبل للآداب. عُرفت بسيدة الصحافة السودانية، بعدما قضت في مهنة المتاعب، ما يزيد عن 53 عاماً، ولا تزال حتى اليوم تناضل في هذا المجال. إنها أمال عباس، المثال الأفضل للمرأة السودانية المثقفة والواعية تماماً لدور النساء في مجتمع ومهنة تغلب عليهما الذكورية المطلقة.
وتعد واحدة من النساء الأوائل اللواتي دخلن مجال الصحافة. وكانت أول إمراة سودانية تصل لمنصب رئيسة تحرير لصحيفة سياسية مستقلة في العام 1999 وهي "الرأي الآخر"، حيث فتحت الباب بعدها لتوالي التجارب لقيادة المرأة في الصحف المحلية. تعد من الشخصيات التي ساهمت بإيجابية في طرق أبواب جديدة في الصحافة والسياسة بإظهار اهتمامها بالشعر الشعبي والأدب عموماً.

## الميلاد والنشأة
ولدت آمال عباس في نهاية الأربعينات من القرن الماضي، بعد نهاية الحرب العالمية الثانية. بعد إكمال تعليمها الثانوي، عملت عباس في مجال التعليم قبل أن تتزوج وترحل مع زوجها إلى مدينة سنار. وبعد وفاة زوجها مُنحت الدكتوراه الفخرية في الآداب من كلية الأحفاد الجامعية. عرفت أناملها الكتابة الصحافية في سن مبكرة، حيث كانت أولى كتاباتها وهي في المدرسة المتوسطة. بدأت بالكتابة عن هموم الطالبات في مجلة نسائية وتطورت كتابتها لتصل إلى صفحات الفن والأدب والمنوعات والسياسة.
انخرطت آمال عباس في العمل السياسي باكرا، وتحديداً مع الحزب الشيوعي السوداني، حيث كانت أصغر يسارية في روابط النساء. حصدت عدة جوائز بينها جائزة الشجاعة في الصحافة لعام
2000م، وهي جائزة عالمية
عملت عباس خلال مسيرتها الصحافية على مناصرة حقوق المرأة والدعوة لخلق منابر جديدة يتمدد فيها الحراك النسوي، فضلاً عن تصديها للدفاع عن الحريات وإرساء أسس الديمقراطية.

## الحياة العملية
- تنقلت آمال عباس في عدد من الصحف السودانية، وآخر هذه الوظائف كانت في صحيفة «الصحافة» حيث عملت كمستشارة والتي قضت فيها مايزيد عن 11 عاما.
- تعددت المواضيع التي تتناولها آمال عباس في أعمدتها المختلفة والتي حملت أسماء مختلفة «كالعمق العاشر»، «صدى»، «مرافئ النجوم». مؤكدة في أكثر من حال أن كل اسم زاوية كتبت فيها يحمل دلالة معينة وقريبة من قلبها وقلمها
- مَن عمل مع آمال يجزم بمهنيتها وديموقراطيتها وسلاسة إدراتها للصحيفة، فضلاً عن احترامها لمبادئها ومصداقيتها ونزاهة قلمها وتجربتها الصحافية التي يصفونها بالشجاعة. إذ تعرضت بسبب هذه الشجاعة للاعتقال مرات عدة. وحكم عليها عند رئاستها لتحرير صحيفة «الرأي الآخر» بالحبس لمدة ثلاثة أشهر. واختلفت أسباب سجنها، لكن أشهرها كان عند تناول الصحيفة لقضايا فساد تتصل بحاكم الخرطوم، إلى جانب مقالات ناهضت قرار الحاكم بمنع النساء من العمل في محطات البنزين. وبهدف إنقاذها من السجن طلب منها الاعتذار فرفضت، وعندما قدّم مالكو الصحيفة اعتذاراً نيابة عنها لإنقاذها قامت بتقديم استقالتها.

## الحياة السياسية
- ظهرت عباس كصحافية معارضة واكتسبت شهرتها كمدافعة عن حرية التعبير والرأي. من أوائل المنضمين تحت لواء الحزب الشيوعي السوداني في فترة باكرة من حياتها قبل أن تترك الحزب من أجل الانضمام لتنظيم الاتحاد الاشتراكي أثناء حقبة حكومة مايو بزعامة الرئيس الراحل جعفر نميري. سيدة (مايو) انخرطت عبر قلمها في مقاومة (يونيو) حيث أنها تصف تجربة الإنقاذ بأنها الأسوأ في ما يتعلق بالنظر إلى دور الصحافة وما يمكنها القيام به.
- نقادها يؤكدون أن لديها قدرة في تأسيس جو جيد للعمل لنجاحها في مجال العلاقات العامة، لكنهم ينظرون لها كشخصية سلبية ومترددة في اتخاذ القرارات، ويرون أن الفكر اليساري يسيطر عليها ما يلغي عنها صفة الحيادية السياسية.
- تعتبر عباس من السودانيين المعادين للتيار الإسلامي السياسي حيث كانت من المناهضين للمصالحة بين نظام جعفر النميري الذي أيدته، والإسلاميين وخاضت معركة شرسة ضد الإسلاميين في الصحف التي عملت فيها.
- تعتز  عباس بمبادئها ومواقفها فحكت أنها سبق ورفضت الذهاب إلى الولايات المتحدة لاستلام جائزة الصحافة للشجاعة لتزامن الواقعة مع اجتياح واشنطن لأفغانستان إلى جانب أنها تحمل موقفاً مبدئياً ضد سياسة أميركا في العالم.

## شهادة حق
وبين معارض وموالٍ لها يجمع كل العاملين في مجال الصحافة في السودان على أن آمال عباس «قلب مفتوح» لمختلف الأجيال من الإعلاميين بجميع تخصصاتهم وتوجهاتهم السياسية. ويؤكد من عاصرها من الصحافيين خلال رئاستها للتحرير تقديمها للمهنية على حساب أي قضية أخرى وهو ما جعل شعبيتها ترتفع في صفوف العالم الصحافي المحلي، خصوصاً أنها لم تتفرّد يوماً بأي قرار بل كانت تناقش كل الصحافيين حتى الشباب والصغار منهم، وهو ما أدى إلى نجاح صحيفة «الرأي الآخر» فوصل انتشارها إلى 95 في المئة من الأراضي السودانية.

## تكريم وجوائز
كرمتها مجموعة كيان الصحفيات السودانيات بمناسبة اليوم العالمي للمرأة بمكتبها بمقر صحيفة الصحافة التي تشغل فيها منصب مستشار التحرير، وسبق أن تم تكريمها بواسطة حرم نائب رئيس الجمهورية السابق عمر البشير وأمينة المرأة بالمؤتمر الوطني بالتضامن والتنسيق مع الاتحاد العام للصحفيين السودانيين بمنزلها العامر بأم درمان، كما سبق أيضا أن كرمتها جامعة الأحفاد بمنحها الدكتوراه الفخرية في الآداب، وفوق كل ذلك فقد نالت تكريما عالميا بمنحها جائزة الشجاعة في الصحافة.